# Emile Joseph Labarre
Emile Joseph Labarre (* 8. Dezember 1883 in Huy (Belgien); † 10. Juni 1965 in Hilversum) war ein europäischer Linguist, Papierhistoriker und Wasserzeichenforscher.

## Leben
Emile Labarre war im wallonischen Teil Belgiens als Sohn eines Einbrennlackierers (Emaillierers) zur Welt gekommen und zog, als er sieben Jahre alt war, mit den Eltern und drei Geschwistern nach Wolverhampton in England. Er erlangte die britische Staatsangehörigkeit, doch zuhause wurde weiterhin Französisch gesprochen. Als er etwa zehn Jahre alt war, erkrankte er an Osteomyelitis und verbrachte jahrelang viel Zeit im Krankenhaus. Seine Lehre absolvierte er bei einer deutschen Firma in Birmingham, abends besuchte er Sprachkurse und lernte Deutsch, Spanisch und Russisch. Später arbeitete er als Sprachlehrer an den Berlitz Sprachschulen in Dortmund und seit Oktober 1902 in Amsterdam. Er lernte Niederländisch und gab an einer Mädchenschule in Hilversum Englischunterricht. Deren Schulgründerin Baroness Nicoline Mulert tot de Leemcule heiratete er später. Er wurde ein vereidigter Übersetzer und bezog aus seiner Arbeit für große Amsterdamer Schifffahrtsgesellschaften und Banken sein Haupteinkommen. Da er seine britische Staatsbürgerschaft behalten hatte, wurde von 1906 bis 1918 als Vize-Konsul berufen. Der Konsul war William Algernon Churchill, ein entfernter Vetter von Winston Churchill, der Wasserzeichen sammelte und ihn mit diesem Gebiet vertraut machte.
Nach dem Ersten Weltkrieg wurde er Handelsvertreter für die britische Schreibwarenfabrik Kenrich and Jefferson und unternahm für diese Firma Geschäftsreisen in ganz Europa, aber auch nach China, Japan und Amerika. Diese berufliche Tätigkeit inspirierte ihn zu einem mehrsprachig angelegten Buchprojekt. Er trug durch seine systematische Arbeitsweise ganz wesentlich zu einer international organisierten Fundierung papiertechnischer, papiergeschichtlicher und wasserzeichenkundlicher Sachverhalte bei. Sein 1937 erstmals erschienenes, als Wörterbuch und als Lexikon angelegtes Werk über das Papier und seine Fabrikation stellte mit „einer erstaunlichen philologischen Akribie“ den Zusammenhang zwischen Bezeichnungen in sieben Sprachen her. Englisch als Grundsprache sorgte für eine große internationale Verbreitung, die sprachlichen Äquivalente in Französisch, Deutsch, Niederländisch, Italienisch, Spanisch und Schwedisch gewährleisteten den Zugang zum Fachwissen der führenden nationalen Papiermacherkulturen in Europa und großen Teilen Amerikas.
Nachdem die Nationalsozialisten 1940 die Niederlande okkupiert hatten, wurde er als britischer Staatsbürger in einem Internierungslager in Schlesien festgehalten. Mit Hilfe des Roten Kreuzes konnte ihn seine Gattin mit Büchern und Schreibzeug ausstatten. Dort reifte der Plan für eine wasserzeichenkundliche Schriftenreihe, die nach dem Krieg erscheinen sollte. Wegen seines Beinleidens wurde er nach vierjähriger Internierung mit Hilfe des Roten Kreuzes über Spanien und Portugal nach England entlassen, wo er Edward Heawood, den im Ruhestand befindlichen Bibliothekar der Royal Geographical Society und begeisterten Wasserzeichensammler, kennenlernte. 1945 konnte er nach Kriegsende endlich zu seiner inzwischen schwer erkrankten Ehefrau nach Holland zurückkehren.
1950 rief er die Paper Publications Society ins Leben. Deren Schriftenreihe Monumenta chartae papyraceae historiam illustrantia veröffentlichte seit 1950 wesentliche Werke bedeutender europäischer Papierhistoriker und Wasserzeichenforscher. Die Reihe startete mit einem Werk von Edward Heawood, es folgten u. a. Publikationen von Aurelio und Augusto Zonghi, Alfred Henry Shorter, Walter F. Tschudin, Georg Eineder, Zoja Vasil'evna Učastkina und Johann Lindt. Die Schriftenreihe wurde auch nach seinem Tod fortgesetzt, die Trägerschaft selbst ging an die Labarre Foundation über.

## Auszeichnungen
Er wurde am 8. Dezember 1953 mit dem ersten Ehrenring der Forschungsstelle Papiergeschichte ausgezeichnet.

## Schriften
- A dictionary of paper and papermaking terms with equivalents in French, German, Dutch and Italian. Swets & Zeitlinger, Amsterdam 1937.
- Dictionary and encyclopædia of paper and paper-making. With equivalents of the technical terms in French, German, Dutch, Italian, Spanish & Swedish. 2. ed., rev. and enlarged, Swets & Zeitlinger, Amsterdam, s. a. [1952]
- The sizes of paper, their names, origin and history. In: Buch und Papier. Buchkundliche und papiergeschichtliche Arbeiten ; Hans H. Bockwitz zum 65. Geburtstag dargebracht. Harrassowitz, Leipzig 1949, S. 35–54.
- Bücher über Wasserzeichen. Eine Bibliographie. In: Imprimatur, Jg. 1, 1957, Heft 3, S. 233–251.